# Сада Абе
Сада Абе (яп. 阿部 定, Abe Sada) — японська гейша та повія, яка 18 травня 1936 р. задушила свого коханця Кічізо Ісіду (яп. 石田 吉蔵), а потім відрізала йому пеніс і яєчка, які носила із собою в кімоно. Ця історія стала національною сенсацією в Японії, набувши міфічних відтінків, її інтерпретували художники, філософи, прозаїки та режисери. Абе звільнилась після п'ятирічного ув'язнення і почала писати автобіографічні твори.

## Сімейні обставини
Сада Абе був сьомою дитиною в сім'ї Шіґейосі та Кацу Абе, які виготовляли татамі з токійського району Канда. Лише четверо з восьми дітей дожили до дорослого віку, і з них Сада була наймолодшою. Її батько, родом із префектури Тіба, був всиновлений родиною Абе, успадкував їхній бізнес. У віці 52 років на момент народження Сади поліція описувала Шіґейосі Абе як «чесну та справедливу людину», яка не мала ні помітних пороків, ні будь-яких стосунків із законом, хоча деякі знайомі повідомляли, що він був дещо егоцентричним, зі смаком до екстравагантності. Так само і Кацу Абе не мала жодних юридичних або моральних недоліків у своєму досьє.
Брат Сади Шінтаро був відомий як бабій, що після одруження втік із грошима батьків. Сестра Теруко також мала кількох коханців. Батько Сади відправив її працювати в публічний будинок, що тоді був видом покарання жінки за сексуальну розбещеність в Японії, хоча незабаром батько повернув Теруко. Її минуле не вважалося перешкодою для шлюбу серед представників класу сім'ї Абе в той час, тож Теруко опісля вийшла заміж.

## Раннє життя
Сада Абе народилася 28 травня 1905 р. Її мати обожнювала свою доньку і виконувала усі її забаганки. Вона заохочувала Саду до уроків співу та гри на сямісен, які на той час були тісно пов'язані з гейшами — часом професією низького класу — та повіями. У той час гейші вважалися гламурними знаменитостями, і сама Сада, прагнучи цього іміджу, пропускала уроки музики та наносила стильний макіяж.
Оскільки її сімейні проблеми з Теруко та Шінтаро ставали дедалі гострішими, Саду часто виганяли з дому саму. Незабаром вона потрапила в групу таких же незалежних підлітків. У віці 14 років під час однієї з прогулянок з цією групою її зґвалтував її знайомий, студент університету Кейо. Батьки спочатку її захищали і підтримували, але коли Сада стала більш безвідповідальною та неконтрольованою, її батьки продали її в будинок гейш в Йокогамі в 1922 році, сподіваючись знайти їй місце в суспільстві з певним напрямком. Току Абе, старша сестра Сади, засвідчила, що Сада хотіла стати гейшею. Сама Сада, однак, стверджувала, що батько зробив її гейшою в покарання за її розбещеність.
Зустріч Абе зі світом гейш неприємно її розчарувала. Щоб стати справжньою зіркою серед гейш, потрібне було навчання з дитинства, роки навчання та вивчення мистецтва та музики. Абе ніколи не просувалася далі низького рангу, і одним із її головних обов'язків було надання клієнтам секс послуг. Вона працювала на цій посаді п'ять років і врешті захворіла на сифіліс. Оскільки це означало, що вона повинна буде проходити регулярні медичні огляди, так само, як і законно ліцензована повія, Сада вирішила вибрати більш прибуткову професію.

## Початок 1930-х років

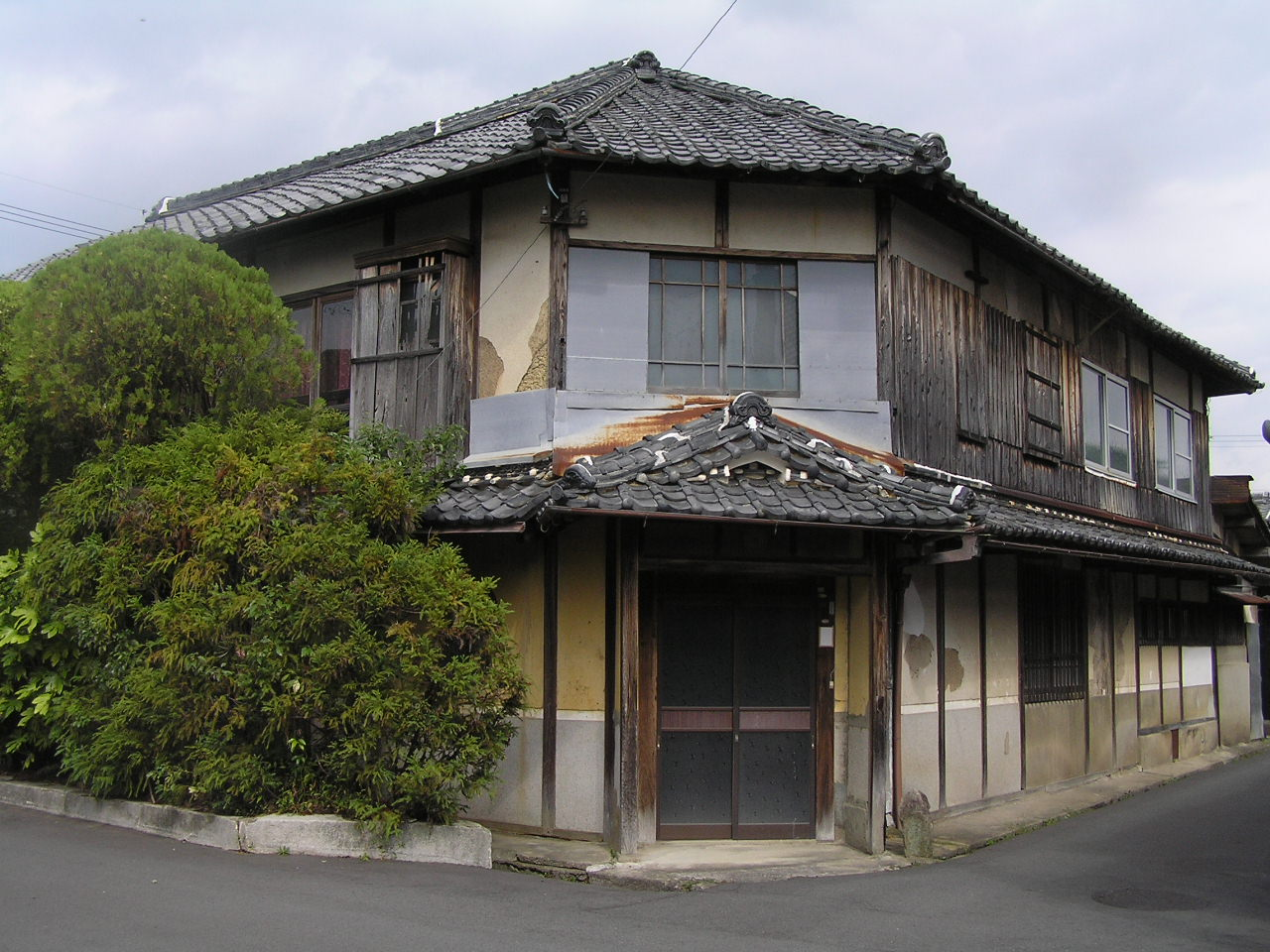
Публічний будинок, де заарештували Саду

Абе почала працювати повією у знаменитому районі борделів Тобіта в Осаці, але незабаром здобула репутацію проблемної людини. Вона крала гроші у клієнтів і кілька разів намагалася залишити бордель, але незабаром її вистежила поліція. Через два роки Абе зрештою уникнула її та почала працювати офіціанткою. Однак, не задоволена заробітною платою вона незабаром знову працювала повією, хоча тепер без ліцензії, і почала працювати в неліцензованих публічних будинках Осаки в 1932 році. Мати Абе померла в січні 1933 року, і Сада поїхала до Токіо відвідати свого батька та могилу матері. Вона вийшла на ринок проституції в Токіо і там вперше стала коханкою. Коли її батько тяжко захворів у січні 1934 року, Абе доглядала за ним десять днів до самої смерті.
У жовтні 1934 року Сада була заарештована під час поліцейського рейду неліцензованого борделю, у якому вона на той час працювала. Кінносуке Касахара, друг власника публічного будинку, організував її звільнення. Касахара захопився Абе, виявив, що у неї немає боргів, і за її згодою зробив її своєю коханкою. Він збудував будинок для Сади 20 грудня 1934 року, а також забезпечив їй стабільний дохід. У своїх показаннях поліції він згадував: «Вона була справді сильною, дійсно потужною. Незважаючи на мою обізнаність, вона вміла мене вразити. Вона була мало, якщо ми не робили це два, три чи чотири рази за ніч. Для неї це було неприйнятно, якщо я не тримав руку на її інтимних місцях всю ніч… Спочатку все це було чудово, але через пару тижнів я трохи виснажився». Коли Абе запропонувала Касахарі одружитися з нею і залишити свою дружину, він відмовився. Потім коханка попросила його дозволити їй мати іншого коханця, на що він знову їй відмовив. Після цього Абе втекла від нього до Нагої. Касахара завершив свої свідчення гнівним зауваженням про Абе: «Вона повія. І своїм вчинком вона показує, що це та жінка, якої повинні боятися чоловіки». Абе згадувала із взаємною ненавистю Касахару, кажучи: «Він не любив мене і поводився зі мною, як з твариною. Він був таким покидьком, який благав мене не розлучатися».
Маючи намір покинути секс-індустрію, Сада почала працювати покоївкою в ресторані в Нагої в 1935. Незабаром у неї зав'язалися романтичні стосунки з клієнтом Горо Омія, професором і банкіром, який прагнув стати членом парламенту Японії. Так як ресторан не допускав сексуальних стосунків покоївки з клієнтами, а Нагоя вже встиг набриднути, Абе повернулася в Токіо в червні. Горо знайшов Абе в Токіо і, дізнавшись про її хворобу, заплатив за її перебування на курорті з гарячими джерелами в Кусацу з листопада до січня 1936 року. У січні Омія припустив, що Абе може стати фінансово незалежною, відкривши невеликий ресторан, і порекомендував їй почати працювати підлеглою у ресторанному бізнесі.

## Знайомство з Кічізо Ісіда
Повернувшись у Токіо, Абе почати працювати підлеглою в ресторані «Yoshidaya» 1 лютого 1936 року. Власник цього закладу — 42-річний на той час Кічізо Ісіда — пройшов свій шлях у бізнесі, починаючи в підмайстерні ресторану, що спеціалізувався на стравах з вугрів. Він відкрив «Yoshidaya» в токійському районі Накано в 1920 році. Коли Сада приєдналася до його ресторану, яким фактично керувала його дружина, Ісіда вже мав репутацію бабія.
Невдовзі після того, як Абе почала працювати в «Yoshidaya», Ісіда почав до неї домагатися. Горо ніколи не задовольняв Абе в сексуальному плані, і вона реагувала на підступи Ісіди. У середині квітня Ісіда та Абе почали сексуальні стосунки в ресторані під акомпанемент романтичної балади, яку співала одна з гейш ресторану. 23 квітня 1936 року Абе та Ісіда зустрілися для заздалегідь домовленої сексуальної зустрічі в чайному будинку (в machiai — сучасному еквіваленті готелю кохання) у районі Шібуя. Плануючи лише коротку інтригу, пара натомість провела чотири дні в ліжку. У ніч на 27 квітня вони переїхали в інший чайний будинок в далекій околиці Футако Тамагава, де продовжували пити і займатися сексом, іноді під акомпанемент співу гейші, і продовжували це тоді навіть, коли покоївки входили в кімнату, щоб подати саке. Потім вони переїхали до району Огу. Кічізо повернувся до свого ресторану лише на ранок 8 травня, після приблизно двох тижнів відсутності. Про нього Абе пізніше сказала: «Важко точно сказати, що було такого хорошого в Ісіді. Але неможливо було сказати нічого поганого про його зовнішність, його ставлення, його майстерність коханця, те, як він виражав свої почуття. ніколи не зустрічала такого сексуального чоловіка».
Наприкінці їхнього двотижневого спільного життя Абе розхвилювалася і почала надмірно пити. Вона сказала, що з Ісідою вона вперше в житті пізнала справжнє кохання, і думка про те, що він знову зі своєю дружиною, викликала у неї сильні ревнощі. Трохи більше ніж за тиждень до смерті Ісіди Сада вже роздумувала про його вбивство. 9 травня 1936 року вона відвідала виставу, в якій гейша нападає на свого коханого з ножем, і вирішила перед наступною зустріччю з Ісідою озброїтися. 11 травня Абу заклала частину свого одягу та купила кухонний ніж. Пізніше вона опише зустріч з Кічізо тієї ночі так: «Я витягла кухонний ніж із сумки й погрожувала йому, як це робилося в виставі, і казала: „Кічі, ти одягнув це кімоно лише для того, щоб догодити одній зі своїх улюблених клієнток. Негідник, я тебе за це вб'ю“. Ісіда був здивований і трохи відсахнувся, але, здавалося, він був у захваті від усього цього…»

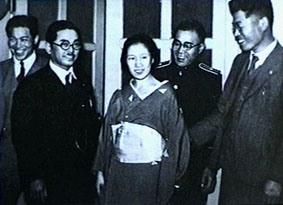
Газетне фото, зроблене у поліцейській дільниці Таканава незабаром після арешту Абе. Токіо, 20 травня 1936 року.

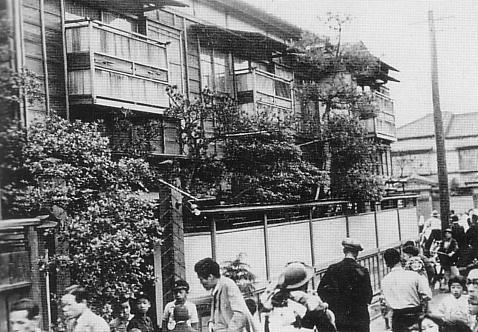
Місце «Інциденту Абе Сада»

Абе та Ісіда повернулися до Огу, де вони залишалися до смерті останнього. Цього разу під час їхніх занять коханням Абе приставляла ножа до основи пеніса Ісіди та попереджала, що подбає про те, щоб він ніколи не грався з іншою жінкою. Ісіда сміявся з цього. Через дві ночі після цього нападу сексу Абе почала душити Ісіду, і він не зупиняв, бо це збільшувало його задоволення (еротична асфіксія). Вона змусила його зробити це і з нею. Увечері 16 травня 1936 року Сада використала обі, щоб перекрити дихання Ісіди під час оргазму, від чого обидва отримували задоволення. Вони повторювали це ще дві години. Як тільки Абе припинила, його обличчя спотворилося і не поверталося до свого нормального вигляду. Ісіда прийняв тридцять таблеток заспокійливого Бромурал від біль. За словами Абе, Кічізо перед сном сказав їй: «Ти накинеш шнур на мою шию і знову стиснеш його, поки я сплю, правда ж…? Якщо ти почнеш мене душити, не зупиняйся, бо потім так боляче». Їй було цікаво, чи хотів він, щоб вона його вбила, але вирішила, що він лише пожартував.
Близько 2 ночі 18 травня 1936 року, коли Ісіда спав, Абе двічі обмотав пояс навколо його шиї та задушила його до смерті. Пізніше вона розповіла поліції: «Після того, як я вбила Ісіду, я мала відчуття ясності, відчула себе цілком спокійно, наче з моїх плечей зняли важкий тягар». Пролежавши з тілом Ісіди кілька годин, вона потім відрізала йому пеніс і яєчка, загорнула їх в обкладинку журналу і три дні зберігала їх, аж до свого арешту.   Кров'ю вона написала Sada, Ishida no Kichi Futari-kiri («定、石田の吉二人キリ», «Ми, Сада та Кічі Ісіда, залишилися самі») на лівому стегні Ісіди та на простирадлі. Потім вона вирізала 定(«Сада», символ її імені) в його ліву руку. Одягнувши Кічізо в нижню білизну, вона вийшла з готелю близько 8 години ранку, передавши персоналу «прохання» не турбувати Ісіду.
Вийшовши з корчми, Абе зустріла свого колишнього коханця Горо Омія. Вона неодноразово вибачалася перед ним, але Омія не знав про вбивство і припустив, що вона просить пробачення за зраду. Насправді Абе вибачалася за шкоду, яку завдасть її вчинок його політичній кар'єрі. Після того, як тіло Ісіди було знайдено, почалися пошуки Абе, яка зник безвісти. 19 травня 1936 року газети підхопили цю історію. Кар'єра Горо була зруйнована, і з того моменту життя Абе перебувало під пильною увагою громадськості.

## Паніка Абе Сада
Обставини смерті Ісіди відразу викликали всенародний резонанс. Подальше шаленство навколо пошуків Абе було названо «панікою Абе Сада». Поліція отримувала повідомлення про те, що вбивцю бачили в різних містах, а один хибний виклик ледь не спричинив тисняву в Ґіндзі, яка призвела до великих заторів на дорогах. Посилаючись на нещодавній невдалий державний переворот у Токіо — інцидент 26 лютого або «Інцидент Ni Ni-Roku» («2–26» або «26 лютого») — злочин було сатирично названо інцидентом «Го Ічі-Хачі» («5–18» або «18 травня»).
19 травня 1936 року Абе ходила по магазинах і дивився фільм. Під псевдонімом вона 20 травня зупинилася в готелі Шінаґава, де їй зробили масаж і принесли три пляшки пива. Вона провела день, пишучи прощальні листи Горо та Ісіді. Абе планувала покінчити життя самогубством через тиждень після вбивства. «Я відчула прив'язаність до пеніса Ісіди і подумала, що тільки тихо розлучившись з ним, я зможу померти. Я розгорнула папір і подивилася на його пеніс і мошонку. Я поклала його пеніс собі в рот і навіть спробував вставити його у себе всередину… Це не спрацювало, хоча я все ж намагалася. Потім я вирішила втекти до Осаки, залишаючись весь час з його пенісом. Зрештою я стрибну зі скелі на горі Ікома, тримаючись за його пеніс».
О 4:00 дня до її кімнати прийшли детективи поліції, у яких виникли підозри щодо псевдоніму, під яким зареєструвалася Абе. «Не будьте такими формальними, — сказала вона їм, — ви шукаєте Саду Абе, чи не так? Ну, це я. Я Сада Абе». Коли поліцію це не переконало, вона показала геніталії Кічізо як доказ.
Абе заарештували і допитували протягом восьми засідань. Коли її запитали, чому вона відрізала геніталії коханцю, вона відповіла: «Тому що я не могла взяти його голову чи тіло з собою. Я хотіла взяти ту його частину, яка викликала у мене найяскравіші спогади». Офіцер, який проводив допит, був вражений поведінкою Абе, коли її запитали про причини вбивства Ісіди. «Одразу вона захвилювалася, і її очі дивним чином заблищали». Її відповідь була: «Я так любила його, я хотіла, щоб він був лише мій. Але оскільки ми не були чоловіком і дружиною, то його могли обіймати інші жінки, допоки він живий. Я знала: якщо я вб'ю його, жодна інша жінка більше не доторкнеться до нього. І тому я вбила його…» Намагаючись пояснити, чим її випадок відрізнявся від дюжини інших подібних випадків у Японії, Вільям Джонстон припускає, що саме ця відповідь захопила уяву нації: «Вона вбила не з ревнощів, а через велику любов». Марк Шрайбер зазначає, що інцидент Сада Абе стався в той час, коли японські ЗМІ були стурбовані надзвичайними політичними та військовими проблемами, включаючи інцидент Ni-Ni-Roku та загрозу війни в Китаї. Він припускає, що сенсаційний секс-скандал, подібний цьому, послужив бажаним національного звільнення від тривожних подій того часу. Цей випадок також торкнувся популярного на той час стилю ero guro nansensu («еротика-гротеск-нісенітниця»), і Інцидент Сада Абе став символом цього жанру на довгі роки. 
Коли подробиці злочину були оприлюднені, почали ходити чутки, що пеніс Ісіди був надзвичайного розміру; однак офіцер поліції, який допитував Абе після її арешту, заперечив це, сказавши: "Ісіда був просто середнім. Вона сказала мені: «Розмір не робить чоловіка в ліжку. Техніка та його бажання догодити мені були тим, що мені сподобалося мені в Ісіді.» Після її арешту пеніс і яєчка Ісіди були переміщені до патологічного музею Медичної школи Токійського університету . Вони були виставлені на загальний огляд незабаром після закінчення Другої світової війни, але з тих пір зникли.

## Засудження та призначення покарання
Перший день суду над Абе був 25 листопада 1936 р., а до 5 ранку вже збиралися натовпи, щоб відвідати. Суддя, який головував у судовому процесі, зізнався про свою збудженість після деяких деталей справи, але переконався, що судовий процес проходив з максимальною серйозністю. Заява Абе перед винесенням вироку почалася так: «Найбільше я шкодую про те, що мене неправильно зрозуміли, як якогось сексуального збоченця… У моєму житті не було такого чоловіка, як Ісіда. Були чоловіки, які мені подобалися, і з яким я спала, не беручи грошей, але жоден не викликав у мене таких почуттів до нього».
21 грудня 1936 року Абе була засуджена за вбивство та каліцтво трупа. Хоча звинувачення вимагало десять років, а Абе стверджувала, що вона хотіла смертної кари, насправді її засудили лише до шести років ув'язнення. Вона була ув'язнена в жіночій пенітенціарній колонії Точігі, де вона була в'язнем № 11. 10 листопада 1940 року її покарання було пом'якшено з нагоди святкування 2600-річчя міфічного заснування Японії, коли на престол зійшов імператор Дзімму. Абе була звільнений рівно через п'ять років після вбивства, 17 травня 1941 року.
Поліцейський протокол допиту та зізнання Абе став національним бестселером у 1936 році. Крістін Л. Марран поміщає національне захоплення історією Абе в контекст стереотипуdokufu (яп. 毒婦) або «отруйної жінки», трансгресивного жіночого персонажа, який вперше став популярним у японських серіалізованих романах і сценічних творах у 1870-х роках.  На хвилі популярної літератури «отруйних жінок» наприкінці 1890-х років почали з'являтися сповідальні автобіографії жінок-злочинниць. На початку 1910-х років автобіографічні твори жінок-злочинців набули невибачливого тону та іноді містили критику Японії та японського суспільства. Канно Суга, який був повішений у 1911 році за змову з метою вбивства імператора Мейдзі в тому, що було відомо як інцидент із державною зрадою, писав відверто бунтівні есе під час ув'язнення. Фуміко Канеко була засуджена до смертної кари за змову з метою бомбардування імператорської родини, використала свою славу, щоб виступити проти імперської системи та расизму та патерналізму, які, за її словами, вона породила.  Зізнання Абе за роки, що минули після його появи, стало найтиражованішим жіночим кримінальним наративом у Японії. Марран зазначає, що Абе, на відміну від попередніх кримінальних автобіографів, наголошувала на своїй сексуальності та любові, яку вона відчувала до своєї жертви. 

## Подальше життя
Після звільнення з в'язниці Абе взяла собі псевдонім. Будучи коханкою «серйозного чоловіка», якого вона називала у своїх мемуарах «Y», вона переїхала спочатку до префектури Ібаракі, а потім до префектури Сайтама. Коли справжня особистість Абе стала відома друзям і родині Y, вона розірвала їхні стосунки.
Після Другої світової війни, бажаючи відвернути увагу громадськості від політики та критики окупаційної влади, уряд Йосіди заохочував політику «3-S» — спорт, екран і секс (sports, screen, and sex). Довоєнні твори, такі як «Психологічний діагноз Абе Сада» (1937), зображують Абе як приклад небезпеки від неприборканої жіночої сексуальності та як загрозу для патріархальної системи. У повоєнний час її вважали критиком тоталітаризму та символом свободи від репресивних політичних ідеологій. Абе стала популярною темою в літературі як високої, так і низької якості. Письменник-бурайха Сакуноске Ода написав дві історії, засновані на Абе, і в червневій статті 1949 року зазначалося, що Сада нещодавно намагалася очистити своє ім'я після того, як воно було використане в «горі» еротичних книг.
У 1946 році письменник Анґо Сакаґучі взяв інтерв'ю в Абе, вважаючи її авторитетом як у питаннях сексуальності, так і свободи. Він назвав її «ніжною, теплою фігурою порятунку для майбутніх поколінь». У 1947 році «Еротичні зізнання Абе Сади» Ітіро Кімури стали національним бестселером і продались у понад 100 000 примірників. Книга була у формі інтерв'ю з Абе, але насправді була заснована на протоколах допитів у поліції. У відповідь на цю книгу Сада написала власну автобіографію «Мемуари Абе Сада», яка була опублікована в 1948 році. На відміну від зображення Кімури як збоченця, вона підкреслила свою любов до Ісіди. У першому випуску журналу Реальні історії (яп. 実話, Jitsuwa) у січні 1948 року були представлені раніше непубліковані фотографії інциденту із заголовком «Еро-гуро століття! Перший публічний реліз. Ілюстрація інциденту Абе Сада». Відображаючи зміну тону у творах, присвячених Абе, червневий випуск Monthly Reader за 1949 рік назвав її «героїнею того часу» за те, що слідувала своїм бажанням у часи «хибної моралі» та гноблення.
Абе скористалася її популярністю, давши інтерв'ю популярному журналу і з'явившись протягом кількох років, починаючи з 1947 року, у мандрівній одноактній постановці під назвою Shōwa Ichidai Onna (Жінка періоду Сьова) під керівництвом драматурга Нагата Мікіхіко. У 1952 році вона почала працювати в Hoshikikusui, робітничому пабі в Інарі-чоу в центрі Токіо. Наступні 20 років Абе жила скромним життям у токійському районі Шитая, а асоціація місцевих ресторанів присудила їй нагороду «зразкового працівника». Протягом 1960-х років кінокритик Дональд Річі відвідував Хошікікусуй не раз. У своїй колекції профілів «Японські портрети» він описує Абе, яка драматично проникає в галасливу групу п'яниць. Вона повільно спускалася довгими сходами, що вели в середину натовпу, пильно дивлячись на окремих людей у своїй аудиторії. Чоловіки в пабі відповідали б, закриваючи руками промежини та вигукуючи щось на кшталт: «Сховайте ножі!» і «Я боюся піти пописати!» Сада у гніві ляпала по перилах і дивилася на натовп через незручну та цілковиту тишу, і лише тоді продовжувала входити, балакаючи та розливаючи напої зі столика на стіл. Річі коментує: «…вона фактично задушила чоловіка до смерті, а потім відрізала йому член. Це був наслідок фрісону, коли Сада Абе вдарила тебе по спині».
У 1969 році Абе з'явився в розділі «Інцидент Сада Абе» драматизованого документального фільму режисера Теруо Ісіі History of Bizarre Crimes by Women in the Meiji, Taishō, and Shōwa Eras (яп. 明治大正昭和　猟奇女犯罪史, Meiji Taishō Shōwa Ryōki Onna Hanzaishi), а остання відома фотографія Абе була зроблена в серпні того ж року. Вона зникла з поля зору громадськості в 1970 році. Коли в середині 1970-х планували зняти фільм «У царстві почуттів», режисер Наґіса Осіма, мабуть, розшукав Абе та після довгих пошуків знайшов її з обстриженим волоссям у жіночому монастирі Кансай.

## Спадщина
Навіть десятиліття після інциденту та зникнення Сади, вона продовжує привертати увагу громадськості:
- Муцуо Той зацікавився справою Абе і почав писати роман Yūtokaiōmaru («雄図海王). Через два роки після злочину Абе Той вчинив найбільшу смертоносну бійню в історії Японії, перш ніж покінчити з собою.[68][69]
- На додаток до документального фільму, в якому сама Абе знялася незадовго до того, як зникла з поля зору, і японськомовній стрічці 1976 року „У царстві почуттів“, за сюжетом було знято щонайменше три успішні фільми. Фільм 1983 року „Сексуальна лялька: Абе Сада Сансей“ використав ім'я Абе в назві.[70] У 1998 році в Японії була опублікована 438-сторінкова біографія Абе[71], а також перша повноформатна книга про Абе англійською мовою „Гейша, повія, душитель, зірка: жінка, секс і мораль у сучасній Японії“ Вільяма Джонстона., була опублікована в 2005 році.
- Японський нойз-музикант Merzbow взяв псевдонім Abe Sada для раннього музичного проекту. Він випустив лише одну платівку під цією назвою, 1994 7» Original Body Kingdom/Gala Abe Sada 1936.[72]
- У березні 2007 року чотирибасовий нойз-гурт з Перта, Австралія, на ім'я Абе Сада виграв грант на сучасну музику від Департаменту культури та мистецтв Австралії для туру Японією в червні та липні 2007 року[73]

## Сада Абе в літературі
- Sada, Abe (1998). 阿部定手記―愛の半生 (яп.). Tokyo: Chuokoron sha. ISBN 978-4-12-203072-5.
- Funabashi, Seiichi (1947). Abe Sada gyōjō-ki (яп.).
- Fuyuki, Takeshi (1947). Aiyoku ni nakinureta onna—Abe Sada no tadotta hansei (яп.).
- Kimura, Ichirō (1947). お定色ざんげ―阿部定の告白 (яп.). Tokyo: Kawade Shobo Shinsha. ISBN 978-4-309-40530-8.
- Nagata, Mikihiko (1950–1951). Jitsuroku: Abe Sada/Jōen ichidai onna (яп.).
- Oda, Sakunosuke (1946). Sesō (яп.).
- Oda, Sakunosuke (1947). Yōfu (яп.).
- Satō, Makoto. Abe Sada's Dogs, avant-garde play.[74]
- Sekine, Hiroshi (1971). «Abe Sada», poem.[74]
- Tōkyō Seishin Bunsekigaku Kenkyōjo (1937). The Psychoanalytic Diagnosis of Sada Abe (Abe Sada no seishin bunseki teki shindan).[74]
- Watanabe, Junichi (1997). Shitsuraken [A Lost Paradise]. (novel modeled on the Abe Incident)[74]

## Сада Абе у фільмах
Прототип Сади з'явився в розділі «Інцидент Сада Абе» документального фільму Теруо Ішії 1969 року History of Bizarre Crimes by Women in the Meiji, Taisho and Showa Eras (яп. 明治大正昭和　猟奇女犯罪史, Meiji Taishō Shōwa Ryōki Onna Hanzaishi); роль Абе зіграла актриса Юкі Кагава.
Також було знято щонайменше шість фільмів про її життя:
- 1975 — «Жінка на ім'я Сада Абе» Нобору Танаки була випущена лише для глядачів у Японії, але була затьмарена на міжнародному рівні його більш відвертим наступником, який вийшов наступного року.[76]
- 1976 — «У царстві почуттів» Наґіси Осіми, який був широко заборонений після його виходу через відверті сцени сексу та оголеного тіла.[77]
- 1998 — Сада Нобухіко Обаяші з Хітомі Курокі в головній ролі.[78]
- 1999 — Heiseiban Sachi Hamano Heiseiban: Abe Sada: Anta ga Hoshii (яп. 平成版　阿部定　あんたが欲しい)[79]
- 2009 — Pure, Аса Акіра в головній ролі[80]
- 2011 — Kyōko Aizome Abe Sada Saigo no Nanokakan[81]